# Mauregny-en-Haye
Mauregny-en-Haye ist eine französische Gemeinde mit 403 Einwohnern (Stand: 1. Januar 2022) im Département Aisne in der Region Hauts-de-France. Sie gehört zum Arrondissement Laon und zum Kanton Villeneuve-sur-Aisne.

## Geographie
Die Gemeinde Mauregny-en-Haye liegt am Nordostrand des Höhenzuges Chemin des Dames und am Oberlauf des Flüsschens Buze, das hier noch Ru d’Haye genannt wird, 16 Kilometer ostsüdöstlich von Laon. Durch den Norden des Gemeindegebietes verläuft die Autoroute A26. Nachbargemeinden von Mauregny-en-Haye sind Marchais im Norden, Montaigu im Osten, Saint-Erme-Outre-et-Ramecourt im Südosten, Courtrizy-et-Fussigny im Süden, Festieux im Südwesten, Eppes im Westen sowie Coucy-lès-Eppes im Nordwesten.

## Bevölkerungsentwicklung
| Jahr                       | 1962 | 1968 | 1975 | 1982 | 1990 | 1999 | 2006 | 2016 | 2022 |
| -------------------------- | ---- | ---- | ---- | ---- | ---- | ---- | ---- | ---- | ---- |
| Einwohner                  | 415  | 416  | 419  | 411  | 420  | 420  | 404  | 426  | 403  |
| Quellen: Cassini und INSEE |      |      |      |      |      |      |      |      |      |

## Sehenswürdigkeiten

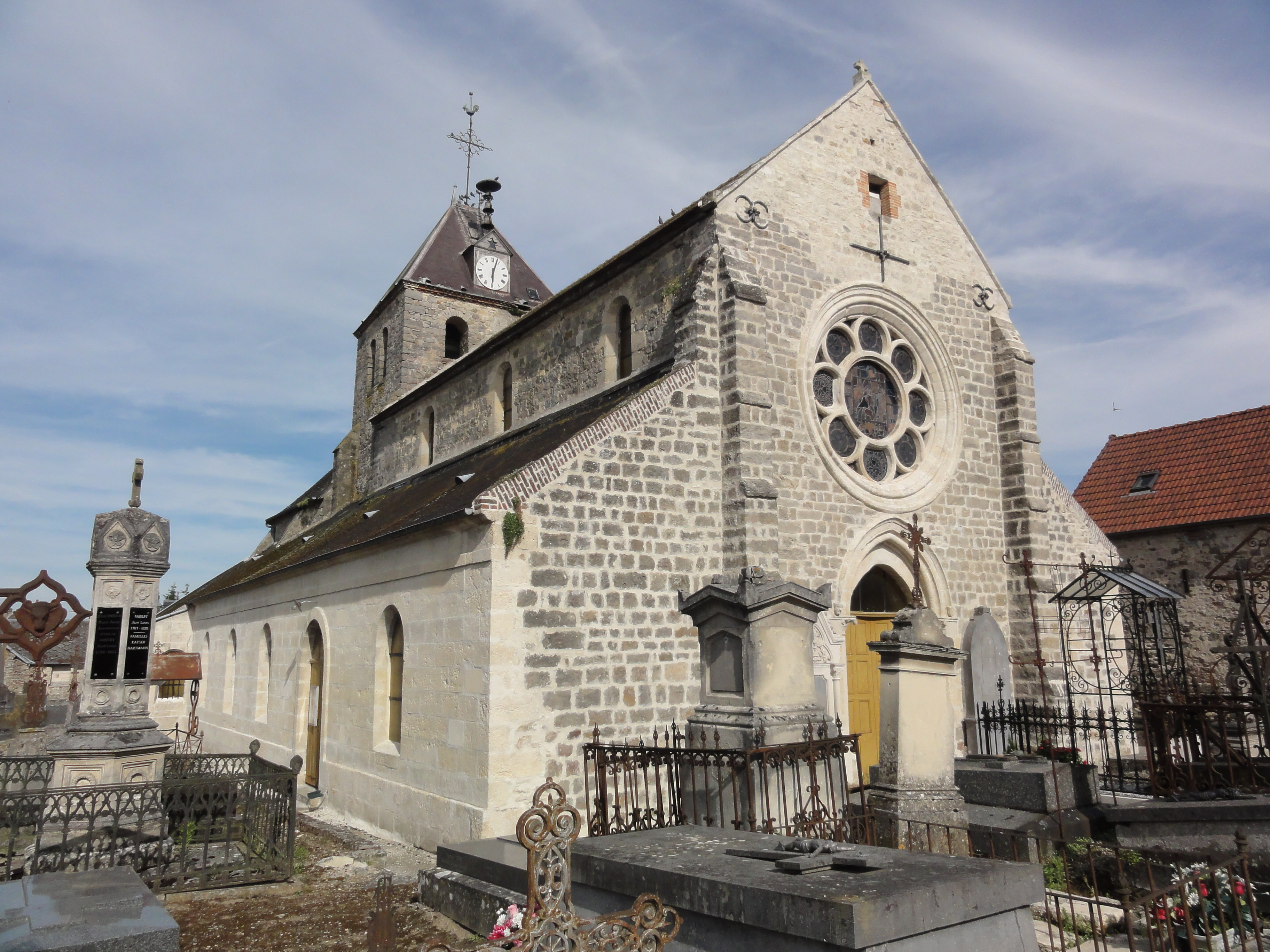
Kirche Saint-Martin
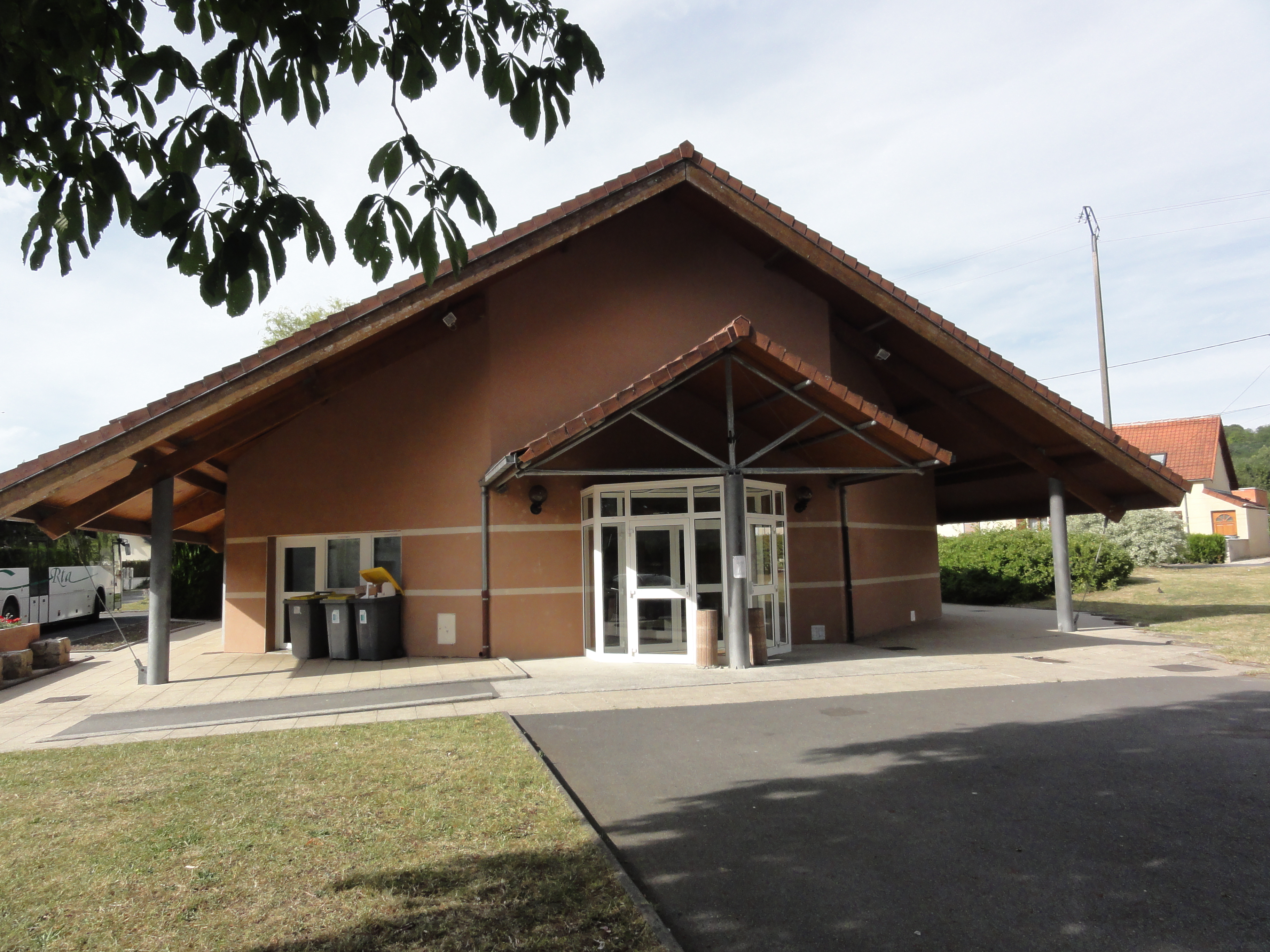
Gemeindefesthalle
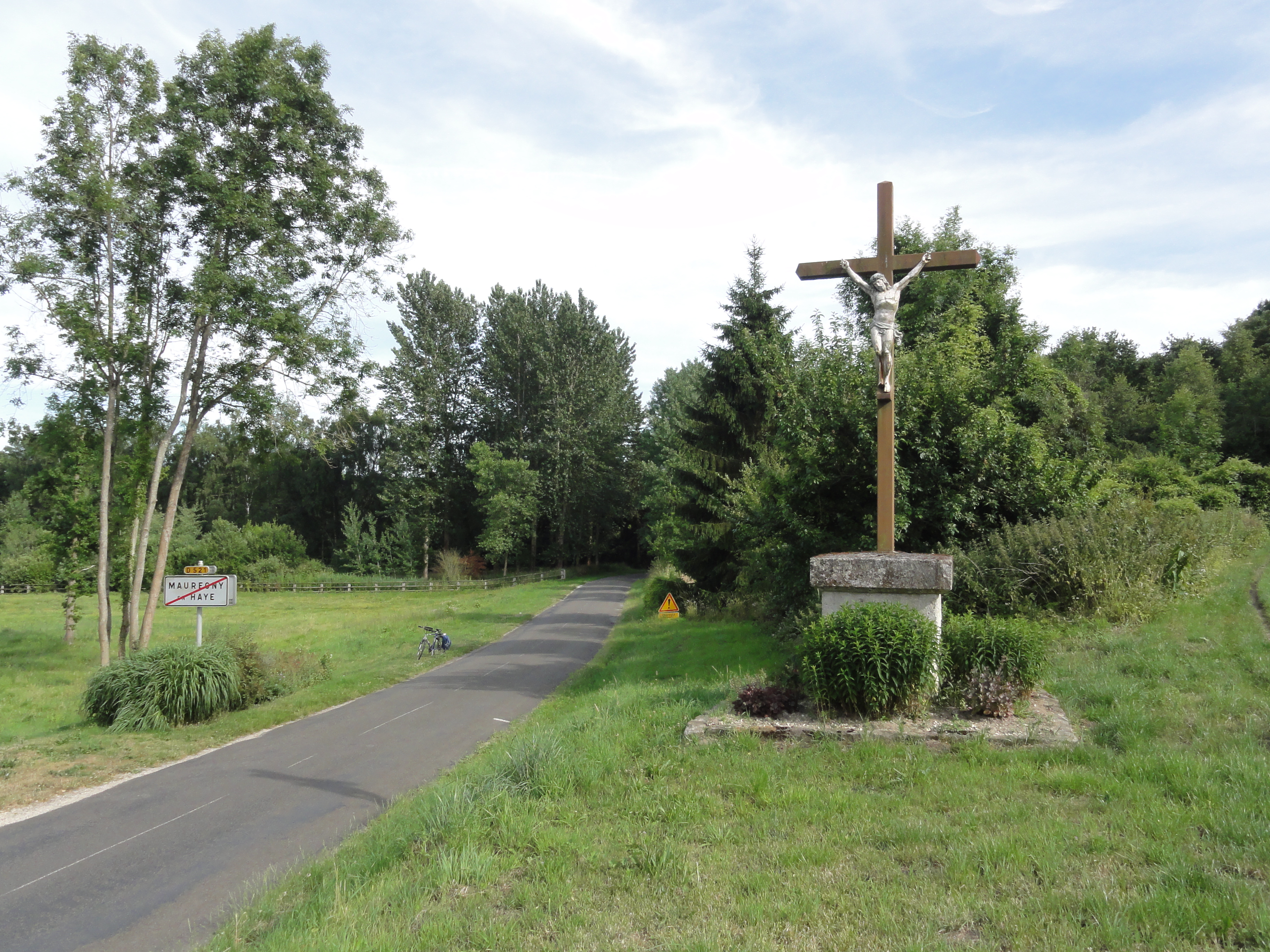
Wegkreuz

- Kirche Saint-Martin
- Gemeindefesthalle
- Wegkreuz